# Montresta
Montresta (sardinsky: Montrèsta) je italská obec (comune) v provincii Oristano v regionu Sardinie. Nachází se ve výšce 410 metrů nad mořem a má 438 obyvatel. Rozloha obce je 31,16 km².